# Steinkreuze (Tiefurt)
Auf der Liste der Kulturdenkmale in Tiefurt bzw. auf der Liste der Kulturdenkmale in Weimar (Ortsteile) ist ein Steinkreuz verzeichnet, das eigentlich eher dem Weimarer Ortsteil Schöndorf näher liegt. Nach der in der Denkmalliste aufgeführten Lagebeschreibung liegt es im Außenbereich: Am Kreuzchen. Es liegt ca. 700 m südsüdöstlich von Schöndorf, 15 m östlich der Feldwegverlängerung ‘Zum Dorotheenhof’, an der Südseite des dort nach Osten hin abzweigenden Feldweges, am Erosionsgraben. Es liegt dort im Bereich der Weinberge. Die Talsenke hieß einmal „Untere Trift“.
Es handelt sich um ein mittelalterliches Sühnekreuz mit einer Höhe von 1,10 m, einer Breite von 0,70 m und 0,18 m Tiefe. Das Steinkreuz aus Kalkstein hat eine markante Schafterweiterung und gerundeten Enden.
Der Sage nach soll hier ein Mädchen erstochen worden sein.
51° 0′ 29″ N, 11° 20′ 35″ O

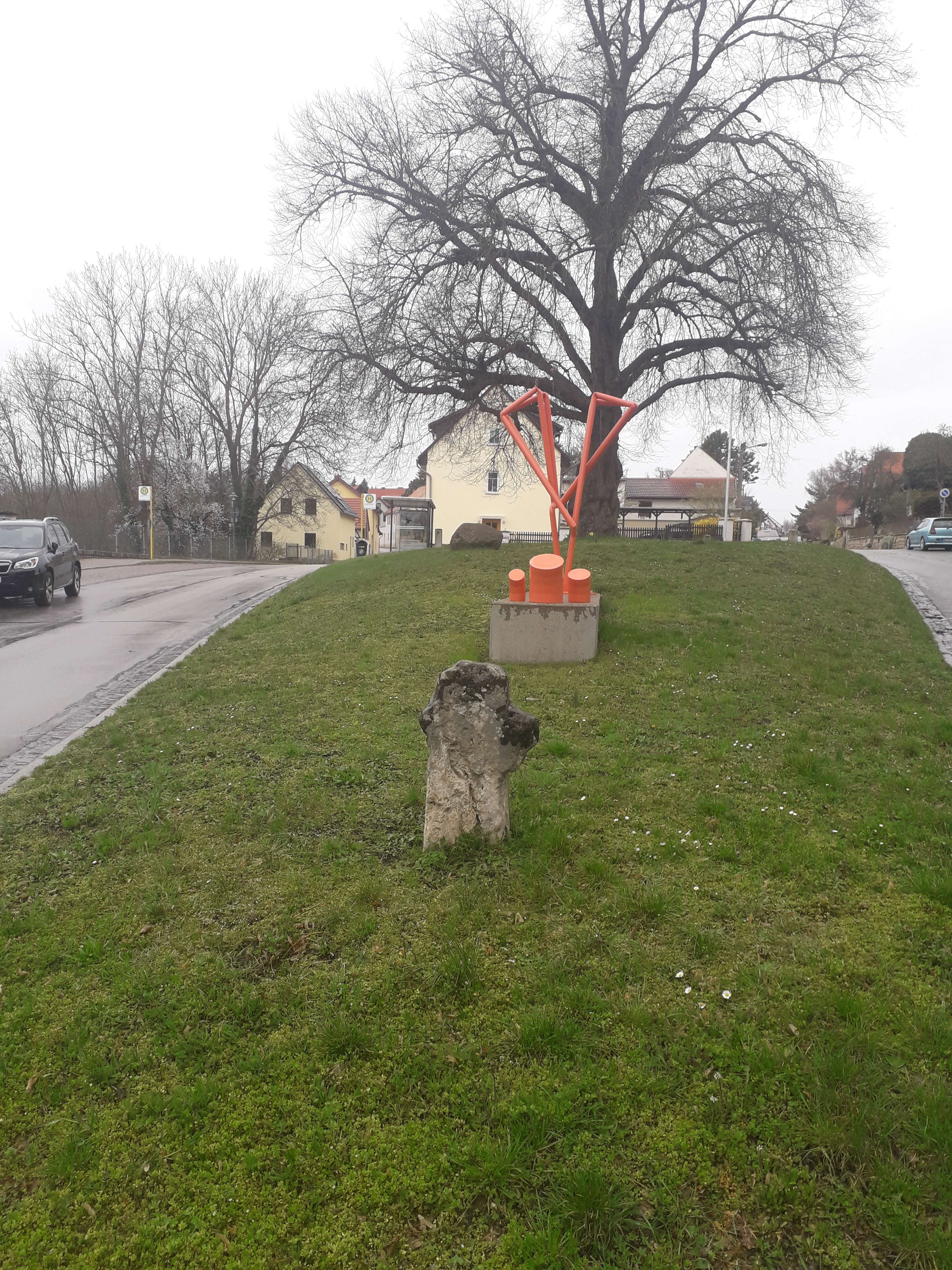
Steinkreuz in Tiefurt an der Gabelung am Ilmhang zur Hauptstraße und dem Langen Weg

Es ist nicht das einzige Steinkreuz, das auf der Tiefurter Denkmalliste verzeichnet ist. Ein weiteres befindet sich in der Hauptstraße am Kreuzungspunkt Langer Weg/Am Ilmhang. Dieses hat die Maße 0,82 m Höhe, 0,50 m Breite und 0,27 m Tiefe. Dieses ist allerdings arg verstümmelt. Im Umriss an dessen Westseite soll eine Schwertklinge eingeritzt sein. Der Sage nach soll hier ein Jude erschlagen worden sein.
50° 59′ 40″ N, 11° 21′ 35″ O